# Менестрельская песня
Эта статья — о современной менестрельской песне, о творчестве средневековых менестрелей смотрите статью Менестрель
Менестре́льская пе́сня — поджанр фолк-музыки, появившийся во второй половине 1980-х годов, связанный с ролевыми играми и исторической реконструкцией. Исполнители в этом жанре называются менестрелями по аналогии со странствующими сказителями Средневековья. Жанр берёт свои истоки как от средневековой музыкальной культуры, так и от авторской песни, мировой культуры фолк-музыки, а также существовавших в СССР Клубов самодеятельной песни.

## Описание
Впервые в современности «менестрелями» авторов-исполнителей начали называть ещё в 1960-е годы, но лучше прижилось слово «бард». Тем не менее, в 1979—1990 годы название «Менестрель» носила самиздатская газета Московского клуба самодеятельной песни (с 1979 — гл. ред. А. Е. Крылов, с 1986 — Б. Б. Жуков), распространявшаяся в фотографиях и ксерокопиях по всему СССР.
У истоков менестрельской песни, как самостоятельного поджанра фолк-музыки, стояли участники субкультуры, пришедшие в ролевое сообщество с историей («квентой») какого-либо собственного персонажа, чьим основным занятием была музыка (то есть игра на музыкальном инструменте, сочинение и исполнение песен). Обычно такой музыкант в ключе перманентного индивидуального отыгрыша сочинял произведения сугубо в рамках того времени или той вселенной, в которые была вписана история его персонажа, а термин «менестрель» или «бард» использовался, в основном, для соблюдения негласно или официально принятого антуража. С развитием ролевого движения как такового «менестрелем» стали называть вообще любого музыканта, который имел или имеет связь с ролевым движением, либо в чью активную аудиторию входят представители ролевой субкультуры. Согласно другому мнению, можно пронаблюдать прямую преемственность от средневековых менестрелей к современным, а сама современная менестрельная музыка вполне поддаётся описанию, как единое целое.
Некоторые менестрели также являются писателями (Наталья «Элхэ Ниэннах» Васильева, Наталья «Иллет» Некрасова , Юлия «Андвари» Иванова), мастерами ролевых игр (Лариса Бочарова, Лина «Йовин» Воробьёва).
Среди жанровых форм менестрельской песни выделяются элегия, военная песня, колыбельная и баллада. Кроме того, существует отдельный поджанр «чёрный менестрель», исполнители которого выделяются большим драматизмом и меланхолическим настроением. 